# Peintre de Lycurgue
Le Peintre de Lycurgue est un peintre de vases apuliens à figures rouges du deuxième quart du IVe siècle av. J.-C.

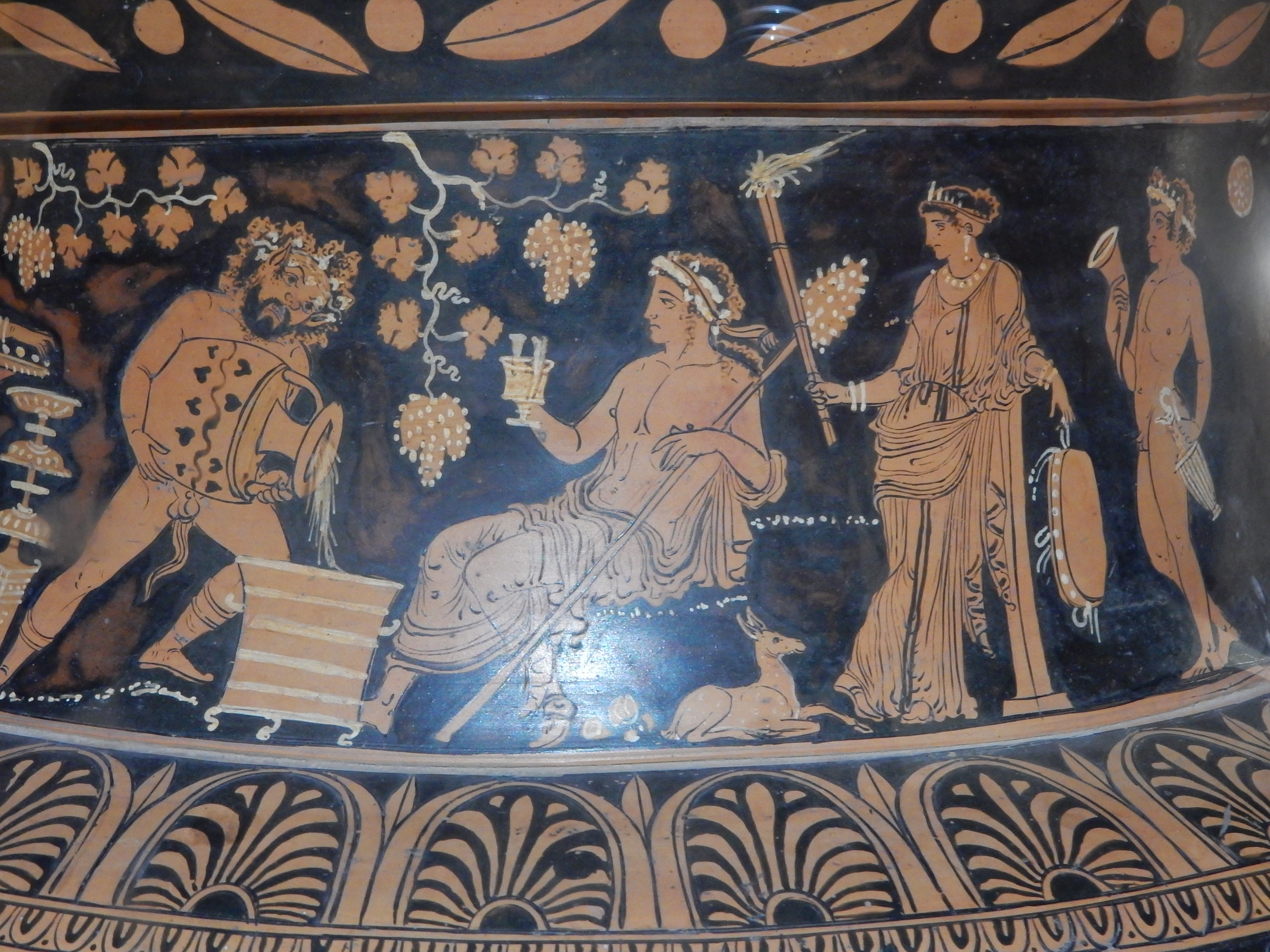
Un satyre verse du vin dans une situle devant  Dionysos assis sous la treille. Col d'un cratère à volutes du Peintre de Lycurgue.  Museo Nazionale Jatta, Ruvo.
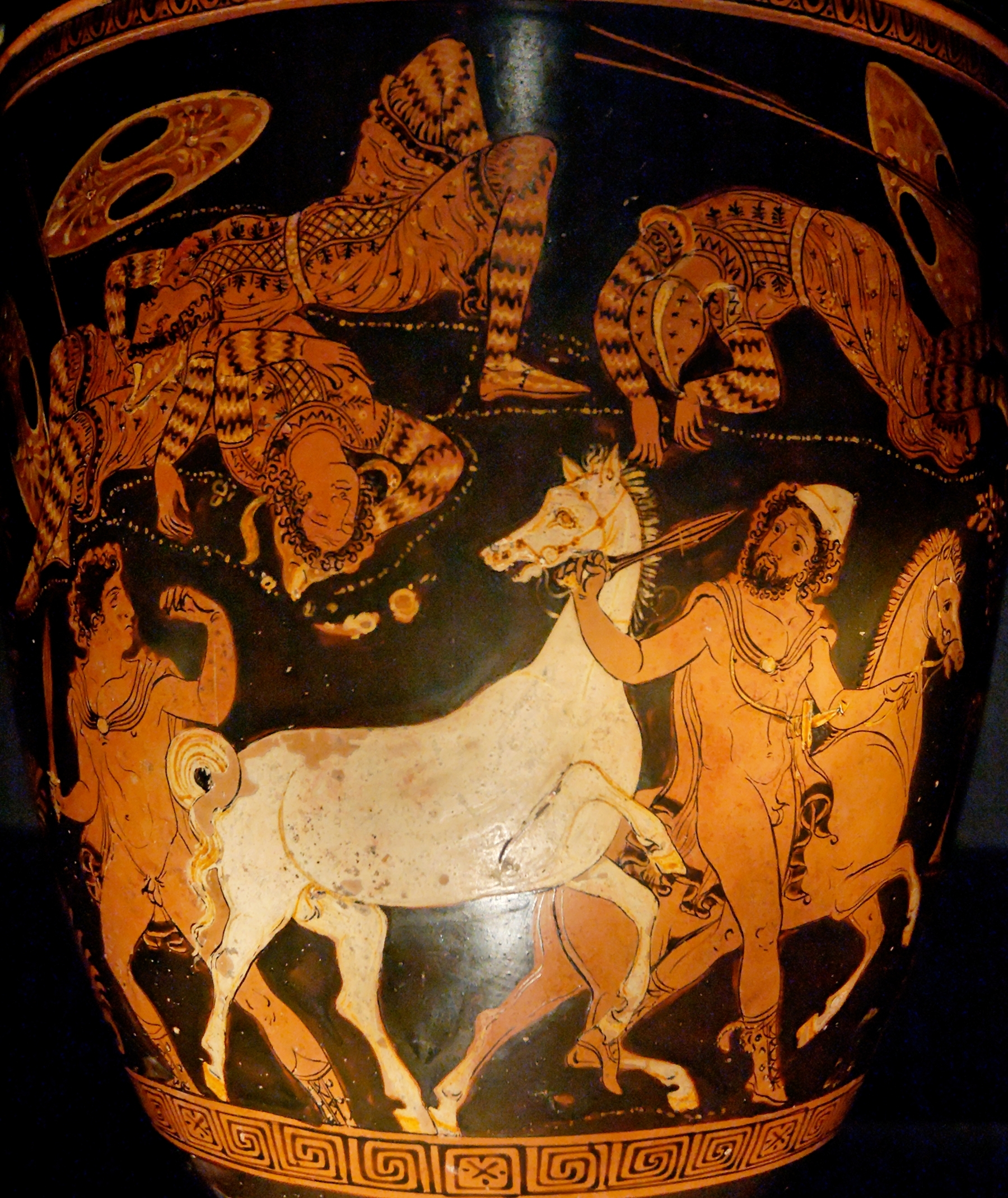
Le vol des chevaux de Rhésos par Ulysse et Diomède. Situle du Peintre de Lycurgue. Naples, Museo Archeologico Nazionale
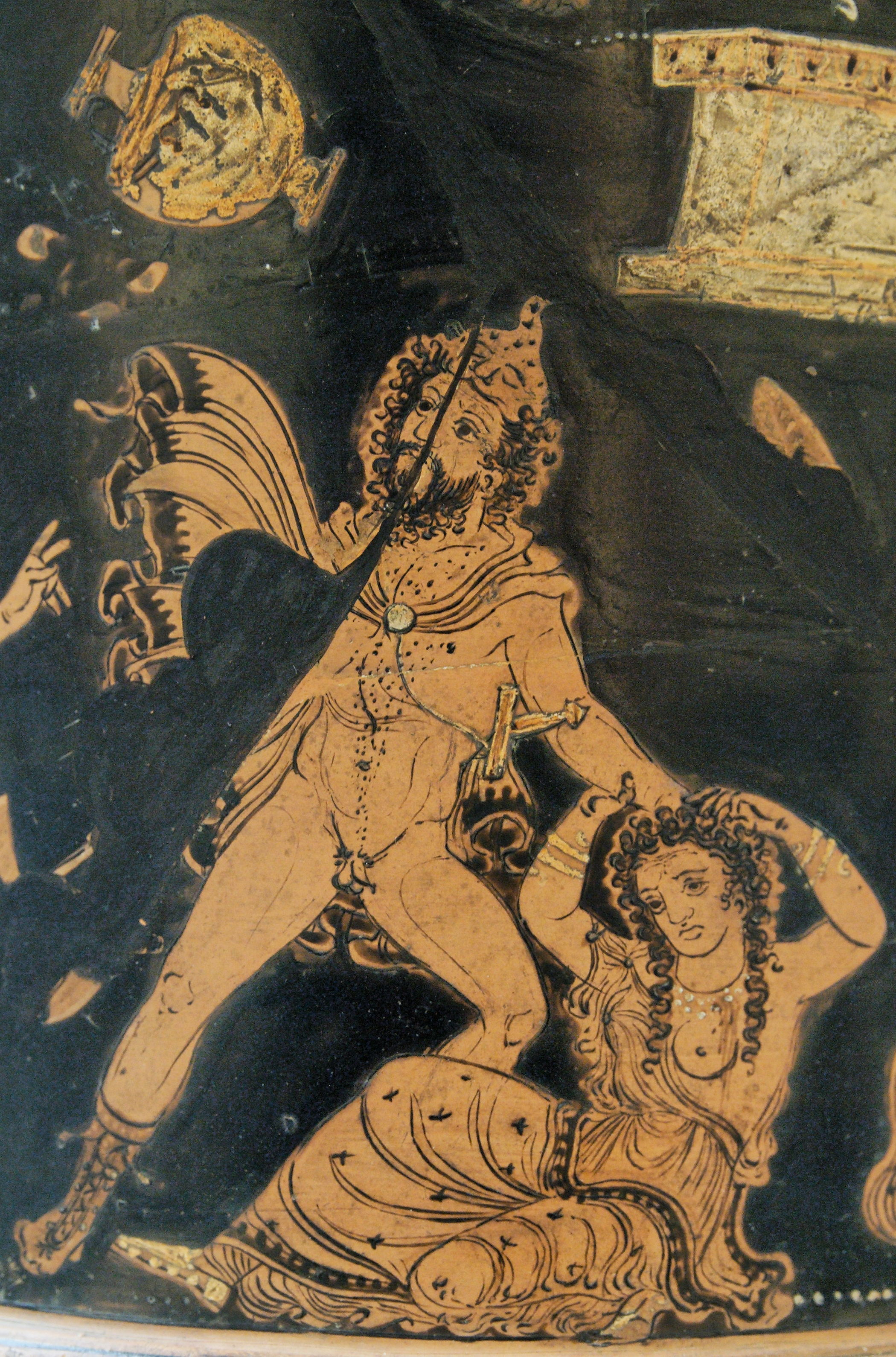
Le roi thrace Lycurgue massacrant sa famille, détail. Vase éponyme du Peintre de Lycurgue, British Museum

Travaillant à Tarente, dans la suite du Peintre de l'Iioupersis, dont il développe les formules, il appartient à la deuxième phase du Style Orné, au cours de la période définie comme Apulien moyen. Il doit son nom à un cratère en calice du British Museum représentant sur une face la folie du roi thrace Lycurgue, et sur l'autre, Pelops avec Hippodamie et Myrtilos, où son style emphatique se lit dans les gestes et dans les visages de trois-quarts des personnages.  Ce vase témoigne d'un nouveau langage qui culminera à l'Apulien récent, et qui est caractérisé entre autres par le double registre narratif, avec en partie haute les divinités assistant à la scène, et la présence de personnifications incarnant le châtiment divin, comme la Furie Lyssa.  Le Peintre de Lycurgue se distingue surtout dans la décoration des cratères à volutes,  dont certains atteignent des dimensions imposantes, et dont plusieurs proviennent du site peucétien de Ruvo.  Son iconographie, particulièrement riche en créations, est inspirée par la mythologie, la tragédie et l'épopée. Il s'inscrit par ailleurs, à travers ses décors secondaires et certains de ses vases (situles), dans la tendance que l'on a appelé le "Baroque apulien".  Au-delà de son corpus identifié, il est probable  qu'il faut rechercher sa main également sur des vases du Style Simple, qui ont été classés dans d'autres groupes. Il est à l'origine de plusieurs thèmes qui seront repris par le grand atelier de l'Apulien récent du Peintre de Darius et du Peintre des Enfers (3e quart du IVe siècle av. J.-C.).